# اللجنة البارالمبية الروسية
اللجنة البارالمبية الروسية (بالروسية: Паралимпийский комитет России، تُنقل بالحروف اللاتينية: Paralimpiyskiy komitet Rossii) هي اللجنة البارالمبية الوطنية التي تمثل روسيا.

## تاريخ
تأسست اللجنة البارالمبية الروسية في عام 1996. وفي 7 أغسطس 2016، عُلّقت عضويتها من قبل اللجنة البارالمبية الدولية بسبب فضيحة تعاطي المنشطات التي كانت مدعومة من الدولة. وقد أدى ذلك إلى حظر مشاركة الرياضيين الروس في الألعاب البارالمبية الصيفية 2016، وأجبرهم على المشاركة تحت صفة رياضيون بارالمبيون محايدون في الألعاب البارالمبية الشتوية 2018.

## الألعاب البارالمبية طوكيو 2020
في 9 ديسمبر 2019، فرضت الوكالة العالمية لمكافحة المنشطات حظرًا على روسيا من جميع المنافسات الرياضية الدولية لمدة أربع سنوات، بعد أن ثبت أن البيانات المقدمة من الوكالة الروسية لمكافحة المنشطات قد تم التلاعب بها من قِبل السلطات الروسية بهدف حماية الرياضيين المتورطين في برنامج تعاطي منشطات ترعاه الدولة. سُمِح للرياضيين الروس بالمشاركة في الألعاب البارالمبية تحت راية محايدة وتسمية محايدة، كما حدث في ألعاب 2018 الشتوية.
لاحقًا، استأنفت روسيا قرار الوكالة العالمية لمكافحة المنشطات لدى محكمة التحكيم الرياضية. وفي 17 ديسمبر 2020، أعلنت المحكمة قرارها بتقليص الحظر إلى سنتين، مع السماح للرياضيين الروس باستخدام ألوان العلم الوطني، ولكن دون استخدام العلم أو النشيد أو التسمية الوطنية، على أن تتم الموافقة على الرموز البديلة من قبل اللجنة البارالمبية الدولية. وقد شمل هذا القرار فعليًا دورتي الألعاب البارالمبية 2020 و2022.
في أبريل 2021، وافقت اللجنة البارالمبية الدولية على أن تكون التسمية المستخدمة هي "RPC" فقط (دون استخدام الاسم الكامل "اللجنة البارالمبية الروسية")، وأن يُستخدم كونشرتو البيانو رقم 1 لبيتر إليتش تشايكوفسكي كنشيد بديل. وبما أن شعار اللجنة البارالمبية الروسية يتضمن العلم الروسي بشكل بارز، لم يُسمح باستخدامه، فتم ابتكار شعار جديد على شكل شعلة خصيصًا لهاتين الدورتين.

## أثر الغزو الروسي لأوكرانيا عام 2022
بعد غزو روسيا لأوكرانيا عام 2022، أدانت اللجنة الأولمبية الدولية ما وصفته بـ"خرق الهدنة الأولمبية التي اعتمدتها الجمعية العامة للأمم المتحدة". وفي أعقاب ذلك، أعلنت اللجنة البارالمبية الدولية في البداية أنها ستحظر استخدام تسمية فريق اللجنة البارالمبية الروسية (RPC)، وأن الرياضيين الروس لن يُسمح لهم بالمشاركة في الألعاب البارالمبية الشتوية 2022 إلا تحت صفة محايدة بالكامل كما في 2018.
وبعد تهديد عدة دول بالمقاطعة، قررت اللجنة البارالمبية الدولية في 3 مارس 2022 حظر مشاركة الرياضيين الروس بالكامل. وفي 16 نوفمبر 2022، جرى تعليق عضوية اللجنة البارالمبية الروسية مرة أخرى خلال اجتماع استثنائي للجمعية العامة للجنة البارالمبية الدولية. وفي سبتمبر 2023، فُرِض تعليق جزئي جديد على اللجنة.